# Jahanabad (Lorestan)
Jahānābād (farsi جهان اباد) è una città dello shahrestān di Borūjerd, circoscrizione Centrale, nella provincia del Lorestan. Aveva, nel 2006, una popolazione di 4.115 abitanti.